# Ежов, Константин Андреевич
Константи́н Андре́евич Ежо́в (3 [16] марта 1917, Красная Река, Самарская губерния — 28 сентября 1993, Санкт-Петербург) — подполковник Советской Армии, участник Великой Отечественной войны, Герой Советского Союза (1944).

## Биография
Константин Ежов родился 3 (16) марта 1917 года в селе Красная Река (ныне — Старомайнский район Ульяновской области). В 1934—1936 годах проходил службу в Рабоче-крестьянской Красной Армии. В 1938 году окончил Ульяновский педагогический институт, после чего работал учителем неполной средней школы. В 1939 году Ежов был повторно призван в армию. В 1940 году окончил курсы младших политруков. В 1941 году принят в ВКП(б). С сентября 1941 года — на фронтах Великой Отечественной войны. Воевал в звании старшего политрука, будучи военным комиссаром 2-го батальона 449-го стрелкового полка (144-я стрелковая дивизия); к апрелю 1944 года майор Константин Ежов был заместителем командира 681-го стрелкового полка по политической части 133-й стрелковой дивизии 40-й армии 2-го Украинского фронта. Отличился во время освобождения Черновицкой области Украинской ССР.
4 апреля 1944 года во время боя за село Кишла-Неджимова (ныне — Оселевка) Ежов во главе группы автоматчиков перерезал противнику пути отхода, уничтожив несколько десятков солдат и офицеров противника и взяв ещё 140 в плен.
Указом Президиума Верховного Совета СССР от 13 сентября 1944 года за «образцовое выполнение боевых заданий командования на фронте борьбы с немецкими захватчиками и проявленные при этом мужество и героизм» майор Константин Ежов был удостоен высокого звания Героя Советского Союза с вручением ордена Ленина и медали «Золотая Звезда» за номером 2280.
После окончания войны Ежов продолжил службу в Советской Армии. В 1946 году он окончил курсы усовершенствования офицерского состава. В 1955 году в звании подполковника Ежов был уволен в запас. Проживал в Ленинграде. Умер 28 сентября 1993 года, похоронен в Санкт-Петербурге.

## Награды

Памятник-бюст Ежову К. А., Ст. Майна.

- Памятник-бюст Ежову К. А., Ст. Майна.два ордена Красного Знамени (9.7.1942[3], 6.6.1944[4]),
- Герой Советского Союза (медаль «Золотая Звезда» № 2280 и орден Ленина; 13.9.1944)[5]
- орден Отечественной войны 1-й степени[2],
- орден Красной Звезды[2],
- медали, в том числе:
  - «За боевые заслуги» (24.9.1942)[1],
  - «За победу над Германией» (9.5.1945)[6]

## Память
Бюст Ежова установлен в посёлке Старая Майна.